# Bruno Schultz (Verleger)

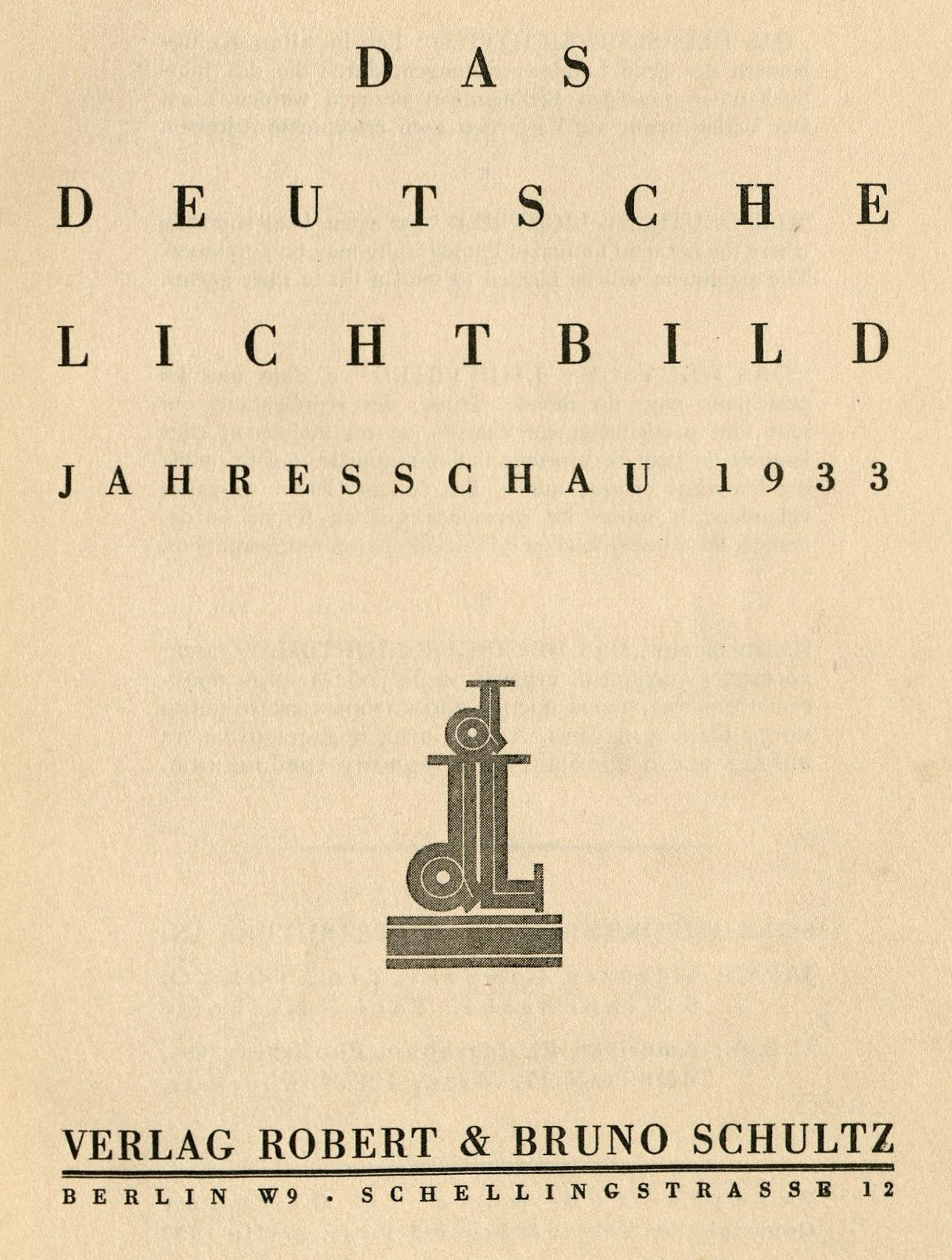
Titelseite zu Das Deutsche Lichtbild 1933

Paul Ludwig Fritz Bruno Schultz (* 19. April 1895 in Berlin; † November 1945 in Landsberg/Warthe) war ein deutscher Fotograf, Verleger, Hauptmann im OKW und nationalsozialistischer Denunziant. Er unterstützte zunächst die Strömungen der modernen Kunst und Literatur und nach 1933 die nationalsozialistische Kulturpolitik und Propaganda.

## Leben
Bruno Schultz wurde als Sohn des Verlagsbuchhändlers Robert Ludwig Carl Heinrich Schultz und seiner Frau Helene Wilhelmine Amsinck in der Bülowstraße 53 in Berlin geboren. Er war Fotograf und Mitinhaber des  Berliner Verlages Robert und Bruno Schultz in der Schellingstraße 12 in Berlin. Robert Schultz hatte 1888 den ursprünglich in der Bülowstraße ansässigen Verlag Bruer & Co. (seit 1877) übernommen.
1923 heiratete Schultz in Magdeburg Margarethe Paula Martha Helene Kuhnert. Von 1927 bis 1938 gab er, zunächst mit Hans Windisch, die Jahreszeitschrift Das Deutsche Lichtbild heraus, die vom Reichskunstwart Edwin Redslob und vom Bauhaus-Professor László Moholy-Nagy „enthusiastisch begrüßt“ wurde: „Das fotografische Verfahren ist beispiellos gegenüber den bisher bekannten optischen Verfahren.“ Moholy-Nagy entwarf auch das bis 1938 genutzte, aus einem schwarzen und einem weißen Rechteck bestehende Titel-Signet der Zeitschrift. Neben eigenen Fotografien veröffentlichte Schultz in der Reihe Werke von bekannten Fotografen wie Karl Blossfeldt, Hugo Erfurth, Albert Renger-Patzsch sowie Textbeiträge von Franz Werfel, László Moholy-Nagy, Raoul Hausmann u. a. Die Jahresschau 1930 wurde Heinrich Kühn gewidmet, das Vorwort schrieb Kurt Tucholsky unter dem Pseudonym Peter Panter. Die Jahresschau 1934 enthielt ein Vorwort von Adolf Hitler (In eigener Sache). Schultz signierte für Hitler ein Exemplar mit den Worten: „Adolf Hitler, dem Führer, das Schlusswort hier in grenzenloser Liebe! Bruno Schultz, Herausgeber und Verleger (SS/M23) 2. August 1934.“
1938 folgte Das Deutsche Aktwerk mit Aktfotos von Willy Zielke, Heinz von Perckhammer, Trude Fleischmann, Heinz Hajek-Halke, Ewald Hoinkis u. a. Zu Beginn des Krieges nahm der Verlag auch wissenschaftliche Bücher, u. a. ein Werk von Richard Bieling und Heinz Zeiss über Emil von Behring, ins Programm.
Ab ca. 1941 war Schultz Untersturmführer der Allgemeinen SS und Hauptmann im Oberkommando der Wehrmacht. Nachdem seine Wohnung in der Bismarckstraße 3 in Steglitz 1943 zerstört worden war, zog er mit seiner Frau Margarethe in das Haus des zum Kriegsdienst eingezogenen Arztes Hans Daubenspeck in Kaulsdorf bei Berlin. In dem Haus waren seit November 1943 auch der Schriftsteller Erich Knauf und dessen Freund, der Karikaturist Erich Ohser, untergebracht. Während einer Nacht in einem Luftschutzkeller äußerten diese sich freimütig über die aktuelle politische Situation. Am 22. Februar 1944 zeigte Schultz Knauf und Ohser durch eine schriftliche Denunziation bei Joseph Goebbels an. Ohser habe über Goebbels gesagt, dieser habe „als sogenannter Minister alle deutschen Künstler durch idiotische Verfügungen so gedrosselt und vergrämt, dass die deutsche Kunst, wie ja vom Blinden zu sehen“ sei, „vor die Hunde gegangen ist“. Am 28. März 1944 wurden Knauf und Ohser verhaftet. Goebbels erklärte den Fall zur Chefsache und forderte Roland Freisler, den Präsidenten des Volksgerichtshofes, auf, die Sache rasch zum Abschluss zu bringen. Der Prozess wurde am 6. April eröffnet. Ohser starb in der Nacht zuvor durch Suizid mittels Erhängen. Zuvor hatte er in seinem Abschiedsbrief über Bruno Schultz geschrieben, dieser sei „das seelisch Verkommenste, was ich je im Leben erlebt habe“. Knauf wurde von Freisler „wegen defätistischer Äußerungen im Luftschutzkeller“ zum Tode verurteilt und am 2. Mai 1944 im Zuchthaus Brandenburg enthauptet.
Bruno Schultz starb in sowjetischer Kriegsgefangenschaft an Typhus.